# Søværnets Tamburkorps
Søværnets Tamburkorps er Søværnets officielle musikkorps. Tamburkorpset er derved Søværnets musikalske flagskib og ansigt både inden- og udenfor Forsvaret. Dette bliver udmøntet i siddende koncerter, marchture, gadeunderholdning samt tattoos. Korpset består af 19 musikere (konstabler), en tamburmajor (korporal), en musikdirigent, og en daglig leder (chefsergent). 
Korpsets musikere er ansat som konstabler, dvs. som soldater. Dog er det primært musikken der er hovedopgaven. 
Tamburkorpset har til huse på Marinestation Nyholm i København. 

## Oprettelse af Tamburkorpset
Tamburkorpset blev i sin nuværende form oprettet i 1964. Før dét, var det 'Marinens Musikkorps', som sørgede for musikken i flåden. Dog var der ikke tale om et samlet musikkorps, men små grupperinger af musikere, som fulgte skibene og underholdte besætningen ombord. Efter krigen samlede man dog til specielle lejligheder de forskelig mindre musikkorps til "Søværnets Trommekorps". Dette gjorde sig blandt andet gældende, da Søværnet i sommeren 1958 overtog vagten på Amalienborg, da Livgarden havde 300-års jubilæum og derfor var blevet befalet med i jubilæumsparaden af Frederik IX.   
I 1963 foreslog musikdirigent Knud Bentzen, at Søværnet skulle have sit eget musikkorps. Grundidéen var et Harmoniorkester bestående af 35 musikere, ligesom i Livgarden. Dog skulle korpset bestå af unge musikere (konstabler). Dette blev støttet af flere centrale officerer i Søværnet, men daværende Forsvarsminister, Victor Gram, var imod. Efterfølgende foreslog han dog, at man kunne oprette et Tamburkorps, med signalhorn, tenorhorn og trommer. Dette gjorde Bentzen, og derved var Søværnets Tamburkorps en realitet fra d. 10. Januar 1964. Senere har Tamburkorpset udviklet sig med moderne og alsidige instrumenter, og har i dag en traditionel musikkorps-besætning. 

## Tamburkorpsets besætning
Søværnets Tamburkorps består af 19 musikere, som er messingblæsere og janitsharer:
- 1 Es Kornet
- 3 Bb Kornetter
- 1 Flygelhorn
- 2 Bb Trompeter
- 2 Valdhorn
- 3 Tromboner
- 1 Euphonium
- 2 Tubaer
- 4 Slagtøjsspillere

Flere af stillingerne er veksel-stillinger. Dvs. at fx trombonerne også spiller både euphonium og barytonhorn. Trompetisterne og kornettisterne kan også veksle til fx både piccolotrompet og flygelhorn.
Den musikalske ledelse er siden Januar 2020 blevet varetaget af Musikdirigent René Bjerregaard Nielsen. Bjerregaard har udover Søværnets Tamburkorps stået i spidsen for samtlige nuværende musikkorps i Danmark, samt symfoniorkestre i hele landet.
Når Tamburkorpset går marchture gennem byen, så er det med Tamburmajor, Korporal, Martin Gronemann Dolleris, som siden 2000 har gået i spidsen for Korpset.

## Tamburkorpsets arbejdsopgaver
Tamburkorpsets arbejde i hverdagen er som tidligere nævnt at spille koncerter, parader og marchture for både ansatte i Forsvaret, samt for offentligheden, primært herhjemme i Danmark, men også ved særlige lejligheder i udlandet.